# San Giorgio Ionico
San Giorgio Ionico är en ort och kommun i provinsen Taranto i regionen Apulien i Italien. Kommunen hade 15 101 invånare (2017).